# 蒙特婁西班牙和葡萄牙猶太會堂

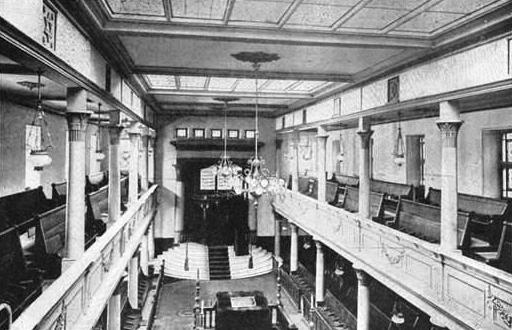

蒙特婁西班牙和葡萄牙猶太會堂（Spanish and Portuguese Synagogue of Montreal）是加拿大魁北克省蒙特婁的一座猶太會堂，也是加拿大歷史最古老的猶太會堂。這座猶太會堂的歷史可以追溯至1760年，正式創建於1768年。蒙特婁西班牙和葡萄牙猶太會堂是猶太教正統派的會堂。

## 外部連結
- 官方网站
- Abraham de Sola-Evelyn Miller Fonds （页面存档备份，存于） McGill University Library & Archives.